# Paul Rosset
Pour les articles homonymes, voir Rosset.
Paul Rosset, né le 1er juillet 1872 à Lausanne et mort le 4 mars 1954 à Lausanne, est une personnalité politique suisse, membre du Parti libéral.

## Biographie
Originaire de Cerniaz, de confession protestante, fils de Pierre Rosset et de Berthe Schmidt, il fait ses écoles à Aigle, puis à l'École industrielle cantonale de Lausanne. Il entre à l'École polytechnique fédérale de Zurich en 1889 et en sort diplômé en architecture en 1893. Il exerce comme architecte à Zurich, à Fleurier, à Montreux, puis à Lausanne dès 1904. Il y réalise avec Otto Schmid les galeries du Commerce, à la rue de la Grotte, entre 1908 et 1909 et participe aux travaux de restauration du château de Chillon. Paul Rosset épouse en 1893 (1899 ?) Marguerite Jéquier ; Ils ont deux filles : Marguerite, née le 23 novembre 1900 (qui deviendra cantatrice et professeure au Conservatoire de Lausanne) et Violette, née le 27 mai 1905,.
Membre du Parti libéral, Paul Rosset entre au Conseil municipal de Lausanne le 27 juillet 1910 ; il y est responsable des travaux entre 1910 et 1917, de la police et des finances entre 1918 et 1921, des finances entre 1921 et avril 1924 et de l'administration générale entre mai 1924 et 1929. Il est le syndic de Lausanne entre le 1er mai 1924 et le 31 décembre 1929, puis député au Grand Conseil vaudois entre 1929 et 1933,,.
Paul Rosset est l'initiateur, en 1916, du Comptoir vaudois d'échantillons, qui deviendra le Comptoir suisse en 1919.